# Reigen Tennō
Reigen Tennō (霊元天皇?), también conocido como Reigen (9 de julio de 1654 - 24 de septiembre de 1732) fue el emperador de Japón número 112, de acuerdo con el orden tradicional de sucesión japonés. Su mandato se extendió desde el 5 de marzo de 1663 tras la abdicación del emperador Go-Sai Tennō, hasta el 2 de mayo de 1687, cuando toma la decisión de abdicar en favor del quinto de sus hijos, Higashiyama Tennō. Antes de su nombramiento como emperador, su nombre personal era Satohito (識仁) y su título pre-ascensión era Ate-no-miya (高貴宮).

## Familia
Reigen fue el decimosexto hijo del 108° emperador de Japón, Go-Mizunoo Tennō.
Su madre era la hija del Ministro del Centro Sonomotooto (内大臣園基音), Sono Kuniko (新広義門院国子).
Por otro lado, la familia imperial de Reigen vivía con él en los Dairi del Palacio Heian. Esta familia incluía al menos 13 hijos y 14 hijas, pero de su unión con la Emperatriz Consorte, Takatsukasa Fusako únicamente tuvo una sola hija. El resto de sus hijos nacieron como lazo de unión con damas de honor de la emperatriz, algunas de sus consortes secundarias y con otras mujeres pertenecientes a la corte del momento.
- Emperatriz: Takatsukasa Fusako (鷹 司 房子) más tarde Shin-jyōsaimon’in (新 上 西門 院), la hija de Takatsukasa Norihira
  - Tercera hija: la princesa imperial Masako (1673–1746; 栄 子 内 親王) se casó con Nijo Tsunahira
- Dama de honor: Bōjō Fusako (1652–1676; 坊 城 房子), la hija de Bōjō Toshihiro
  - Segunda hija: la princesa imperial Ken'shi (憲 子 内 親王; 1669–1688) se casó con Konoe Iehiro
- Dama de honor: Chunagon-Naishi (1653–1691; 中 納 言 典 侍)
  - Primer hijo: el príncipe imperial sacerdote Saishin (1671–1701; 済 深 法 親王)
- Dama de honor: Matsuki Muneko (宗子) más tarde Keihōmon’in (法門 院), la hija de Mutsuki Muneatsu
  - Cuarto hijo: el príncipe imperial Asahito (朝 仁 親王), también conocido como Tomohito;[4] posteriormente, Emperador Higashiyama
  - Quinta hija: la princesa imperial Tomiko (福 子 内 親王; 1676–1707) se casó con el príncipe imperial Fushimi-no-miya Kuninaga
  - Sexta hija: la princesa Eisyū (永 秀 女王; 1677–1725)
  - Séptimo hijo: el príncipe Imperial Kyōgoku-no-miya Ayahito (1680–1711; 京 極 宮 文 文 仁 親王)
  - Séptima hija: la princesa Ume (1681–1683; 梅 宮)
  - Octava hija: princesa imperial Katsuko (1686–1716; 勝 子 内)
  - Octavo hijo: el príncipe Kiyo (1688-1693; 清宮)
- Criada: Atago Fukuko (1656–1681; 愛 宕 福 福 子), la hija de Atago Michitomi.
  - Segundo hijo: príncipe imperial sacerdote Kanryū (1672–1707; 寛 隆 法)
  - Cuarta hija: la princesa Tsuna (1675-1677; 綱 宮)
- Criada: Gojyō Yōko (1660–1683; 五条 庸), hija de Gojyō Tametsune
  - Tercer hijo: el príncipe San (1675-1677; 三 宮)
  - Quinto hijo: Príncipe Imperial Sacerdote Gyōen (1676–1718; 尭 延 法 親王)
  - Sexto hijo: el príncipe Tairei'in (1679; 台 嶺 院 宮)
- Criada: Higashikuze Hiroko (1672–1752; 東 久 世博 世博 子), la hija de Higashikuze Michikado
  - Undécimo hijo: el príncipe Toku (1692-1693; 徳 宮)
  - Duodécimo hijo: el príncipe Riki (1697; 力 宮)
- Dama de la corte: Onaikouji-no-Tsubone (? –1674; 多 奈 井 井 小路 局), hija de Nishinotōin Tokinaga
  - Primera hija: la princesa Chikōin (1669; 知 光 院 宮)
- Dama de la corte: Gojyō Tsuneko (1673– ?; 五条 経 子), la hija de Gojyō Tametsune
  - Noveno hijo: el príncipe Saku (1689-1692; 作 宮)
  - Décimo hijo: Príncipe imperial sacerdote Syō'ou (1690–1712; 性 応 法 親王)
  - Novena hija: la princesa Bunki (1693–1702; 文 喜 女王)
  - Décima hija: la princesa Gensyū (1696–1752; 元 秀 女王)
- Dama de la corte: Tōshikibu-no-Tsubone (d.1746; 藤 式 部 部 局), hija de Imaki Sadaatsu
  - Decimotercero hijo: Príncipe imperial Sacerdote Sonsyō (1699–1746; 尊 賞 法)
  - Undécima hija: la princesa Bun'ō (1702–1754; 文 応 女王)
- Dama de la corte: Irie Itsuko (? –1763; 入 江 伊 伊 津 子), la hija de Irie Sukenao
  - Decimocuarto hijo: el príncipe Kachi (1709–1713; 嘉 智 宮)
  - Duodécima hija: la princesa Tomé (1711–1712; 留 宮)
- Dama de la corte: Chūjō-no-Tsubone (1691–1753; 中将 局), hija de Kurahashi Yasusada
  - Decimoquinto hijo: Príncipe Mine (1710–1713; 峯 宮)
- Dama de la corte: Matsumuro Atsuko (? –1746; 松 室 敦 敦 子), la hija de Matsumuro Shigeatsu
  - Decimosexto hijo: el príncipe imperial Arisugawa-no-miya Yorihito (1713–1769; 有 栖 川 宮 職 職 仁 親王) - Quinto Arisugawa-no-miya
  - Decimotercera hija: la princesa imperial Yoshiko (吉 子 内 親王, 1714–1758), prometida al shōgun Tokugawa Ietsugu
  - Decimoctavo hijo: Príncipe Imperial Sacerdote Gyōkyō (1717–1764; 尭 恭 法 親王)
- Dama de la corte: Shōshō-no-Tsubone (1702–1728; 少将 局), la hija de Minami Suketada
  - Decimocuarta hija: la princesa Yae (1721–1723; 八 重 宮)
- Dama de la corte: Matsumuro Nakako (1707–1751; 松 室 仲 仲 子), la hija de Matsumuro Shigenaka
  - Decimoséptimo hijo: Príncipe imperial Sacerdote Son'in (1715–1740; 尊 胤 法 親王)

## Vida anterior a su reinado
El 9 de julio de 1654 nace el príncipe imperial Satohito, que más tarde será conocido como Reigen-tenno. El mismo año de su nacimiento, es nombrado como sucesor al poder, antes de la muerte de su hermano, el Emperador Go-Kōmyō; sin embargo, el joven príncipe es considerado demasiado joven para convertirse en emperador. Por tanto, se decide que hasta que el joven heredero crezca, su hermano mayor accederá al trono como Emperador Go-Sai.

## Eras del reinado Reigen

### Kanbun (1661–1673)
El 5 de marzo de 1663, el Emperador Go-Sai Tenno abdicó y Satohito recibió la sucesión. Poco después, Reigen accedió al poder de manera formal, y comenzó su reinado. En 1665 se establecieron tribunales de inquisición en todas las aldeas de Japón. Dichos tribunales tuvieron la función de investigar para el descubrimiento y posterior eliminación de cualquier tipo de vestigio de cristianismo en las comunidades japonesas. Un año después, se decretó la conservación de las prácticas budistas de Hokke shu, únicamente para aquellos que conservasen la creencia de que su pureza moral y espiritual puede verse empañada por una asociación cercana con otras personas. En 1667, tras su dura destrucción por un intenso incendio; se comenzó con la reconstrucción del templo de Nigatsu-dō (二月 堂) en Nara. En 1668, se produjo un incendio de grandes dimensiones en Edo, que duró hasta 45 días. El origen del incendio se atribuyó a que fue provocado.
En 1669, hubo una hambruna; y se envió una expedición militar al norte de Honshū contra la Revuelta de Shakushain.

### Enpō (1673–1681)
Con el comienzo de la nueva era, en los primeros días de 1673, hubo un gran incendio en Kioto. El 21 de mayo de ese mismo año , el maestro budista chino Ingen muere en el templo Zen Ōbaku, Manpuku-ji en Uji.  En 1675 se produce de nuevo otra catástrofe natural, un nuevo incendio de grandes dimensiones en Kioto.
El 4 de junio de 1680, muere fue el cuarto shōgun Tokugawa, Tokugawa Ietsuna; y es sucedido por Tokugawa Tsunayoshi, y tan sólo 11 días después, fallece el padre y ex- Emperador, Go-Mizunoo. Durante ese mismo año, una gran inundación devastó Edo, la actual Tokio. En ese mismo año y en esa misma ciudad, se funda el templo de Gokoku-ji.

### Tenna (1681–1684)
En 1681 comienza la investidura de Tokugawa Tsunyoshi como shogun. Meses después se suceden una serie de contratiempos en el mandato Reigen: una fuerte hambruna en Kioto y sus alrededores deja a la población muy debilitada, y ya en 1682; una nueva catástrofe arrasa la ciudad de Edo; esta vez en forma de un enorme incendio. También, a lo largo de esta era; Tomohito-shinnō es proclamado como el Príncipe Heredero; y la investidura ceremonial se lleva a cabo (después de estar en suspenso por más de 300 años)

### Jōkyō (1684–1688)
El 26 de marzo de 1685, el predecesor de Reigen, Go-Sai; fallece. Dos años después; en 1687, el Emperador Reigen toma la decisión de abdicar en favor del quinto de sus hijos, el que a partir de entonces sería el Emperador Higashiyama. A partir de entonces, el Emperador Reigen comienza a gobernar como un emperador enclaustrado; y después de la abdicación, el nuevo hogar de Reigen pasa a ser el Sento-gosho, un antiguo palacio de uno de los anteriores emperadores japoneses.

## La vida después de su reinado
En 1713,  el antiguo emperador Reigen entra en un monasterio con el nombre Sojō (素浄), y al año siguiente, la decimotercera hija del exemperador Reigen, la princesa Yoshiko;  se casó con el séptimo Tokugawa shōgun, Ietsugu Tokugawa. En 1716, Ietsugu Tokugawa murió, cuando tenía 7 años.
El 24 de septiembre de 1732,  Reigen murió; a los 78 años de edad.

## Nombre Póstumo
Su nombre póstumo fue creado durante la Era Meiji (el reinado del Emperador Meiji Tenno desde 1968 a 1912) por la combinación de los kanji (son los signogramas utilizados en la escritura del idioma japonés) de dos emperadores anteriores:
- El Emperador Kōrei Tenno (孝霊), el séptimo Emperador de Japón (reinado: -290 a -215)
- El Emperador Kōgen Tenno (孝元), el octavo Emperador de Japón, (reinado: -214 a -158)

| Predecesor: Go-Sai | Emperador de Japón 5 de mayo de 1663 - 6 de mayo de 1687 | Sucesor: Higashiyama |